# Hippophae rhamnoides
L'olivello spinoso (Hippophae rhamnoides L., 1753) (pronuncia: ippófe ramnóides) è una pianta spontanea appartenente alla famiglia delle Elaeagnaceae.

## Descrizione
L'olivello spinoso è un piccolo arbusto, latifoglie e deciduo, con rami spinosi e foglie lanceolate, opposte, di colore verde argenteo.
È una specie dioica, con fiori maschili e fiori femminili su piante diverse, solo quest'ultime producono le bacche. I fiori sono piccoli e di colore verde giallastro.
I frutti sono delle piccole drupe di colore, una volta raggiunta la maturazione, arancione carico.

## Distribuzione e habitat
L'olivello spinoso ha un ampio areale nell'Eurasia e a diverse altitudini. È una specie pioniera e colonizza anche suoli poveri. Sopporta il vento, il freddo intenso e vive anche in terreni salini, vicino al mare, essendo alofita. È utilizzata per contrastare l'erosione dei suoli e delle coste grazie all'apparato radicale e vegeta in ambienti soleggiati, è eliofila e non teme la siccità.

## Proprietà
L'olivello spinoso contiene carotenoidi, antiossidanti, vitamine, minerali, polifenoli e fitosterolo; è la fonte più ricca di acidi grassi naturali omega 3, 6 e 9 insieme agli acidi grassi omega 7 più rari. Il frutto ha un contenuto di vitamina C superiore a quello degli agrumi, e un alto tenore di vitamina E.

## Usi
Con le sue spine, questo arbusto può essere usato per formare siepi difensive e impenetrabili interpoderali, ai confini degli appezzamenti. Inoltre è una pianta azoto-fissatrice, come le leguminose, arricchisce il terreno di azoto grazie a batteri simbionti attinomiceti del genere Frankia, prendendolo dall'aria. Le bacche si possono consumare fresche (anche se acide, perché molto ricche di vitamina C) preparando dei succhi, oppure in combinazione con il miele; si usano anche in confetture e gelatine, liquori o per realizzare del tè.
Data la resistenza della pianta ai climi freddi dell'emisfero nord e la sua presenza in regioni dove altre fonti di vitamina C non erano sempre certe, in passato i suoi frutti erano considerati preziosi e quasi miracolosi, soprattutto se conservati e consumati nel caso delle insidiose manifestazioni patologiche dovute a carenza di micronutrienti e vitamine nei mesi invernali.